# ニシダ
ニシダ（1994年7月24日 - ）は、日本のお笑い芸人、俳優。お笑いコンビラランドのツッコミ担当。立ち位置は向かって右。株式会社『レモンジャム』社員。

## 経歴
山口県宇部市生まれ、神奈川県鎌倉市育ち。経済的に裕福な家に生まれた。
幼少期はスペインやドイツで暮らしたことがあり、デュッセルドルフ日本人学校やマドリード日本人学校に通っていた。その後、藤嶺学園藤沢中学校・高等学校を卒業後、1浪して、上智大学外国語学部イスパニア語学科へ入学する。上智大学で現在の相方であるサーヤと出会い「ラランド」を結成する。
上智大学には3年通うが中退、1年間のニート生活を経て再び上智大学外国語学部イスパニア語学科に再試験（面接）を受けて復学した（その時に着ていた服が教授たちに受け復学が許された）。
2020年時点では大学3年生だった。しかし、2020年3月20日のYouTube「みんなのかが屋 無観客お笑いライブ 第2弾」にて、2020年3月18日に退学となったことを明かした。その時、「必修以外は、けっこう単位取ってたんで余裕だと思ってたら、復学した場合には2年間で取るべき単位が決まってまして、また退学。あれは大学の罠ですよ!」と語っている。上記の通り上智大学を2回退学しており、最終学歴は高卒である。
2022年9月、佐賀県で自身初の冠番組「ラランド ニシダのお悩み散歩」（サガテレビ、水曜午後9時54分）が放送された。

## 人物
- 本名は、西田 亘輝（にしだ こうき）[13]。
- 身長170 cm。体重118kg。血液型はO型。水泳50m自由形（7mプールを3往復半）50秒82。趣味はマッチングアプリ、ギャンブル全般、煙草[3]、読書[14]。
- 整理収納アドバイザー2級保有[注 1]。
- 家族には妹がいる。実父はUBE株式会社（旧・宇部興産）代表取締役社長兼CEOの西田祐樹[15]。
- お笑い好きになったきっかけは、M-1グランプリで観た南海キャンディーズに魅了されたことから。ラジオで共演した時のことをGERAで語っている[16]。
- 特技はアナグラムと偏見ジェスチャーゲーム。

## 賞レースでの成績
- R-1グランプリ2021 - 1回戦敗退[17]
- R-1グランプリ2022 - 2回戦進出[18]

## 出演

### 現在のレギュラー番組
テレビ
- 沼にハマってきいてみた（NHK Eテレ、2022年4月4日 - ）：不定期出演（サーヤがMC）

ラジオ
- ラランドニシダの実家には帰らない（MBSラジオ、2024年4月5日 - ）

インターネットラジオ
- ぴあpresentsクリープハイプ尾崎世界観とラランド ニシダのダブルスタンダード（お笑いラジオアプリGERA、隔週火曜18時配信）

### 過去のレギュラー番組
テレビ
- ラランド ニシダのお悩み散歩 sponsored by サントリー『特茶』（サガテレビ、2022年9月7日 - 28日）
- ケムリ×ニシダ×ぐんぴぃのモテないのなぁぜなぁぜ?（テレビ朝日、2024年9月4日 - 9月27日) 

インターネットラジオ
- ラランドニシダのSTAY TUNEですよ？（GERA放送局、2020年4月26日 - 12月18日（隔週））

インターネットテレビ
- 珠代とMINAMOの令和爆モテ男子教育計画（2025年7月11日 - 本編4話8スピンオフ8話一挙配信 、Locipo）

### 過去に出演した単発番組
テレビ
- アナザースカイ（日本テレビ、2024年4月13日）：サーヤの密着であるがニシダも出演

インターネット番組
- トークサバイバー!（Netflix、2023年10月10日）：シーズン2ドラマパート出演
- 罵倒村（2024年5月8日、佐久間宣行のNOBROCK TV）：豚 役

### テレビドラマ
2022年7月以降は「ニシダ・コウキ」の名義で出演している。
- 初情事まであと1時間 第5話「決戦は金曜日」（2021年8月20日、MBS） - 渡辺啓太郎 役[27]
- バンクオーバー!〜史上最弱の強盗〜（2021年9月19日・26日、日本テレビ） - 若松健一 役
- オクトー 〜感情捜査官 心野朱梨〜 第1話 - 第3話（2022年7月7日 - 21日、読売テレビ・日本テレビ） - 南条貴広 役[28]
- ファーストペンギン! 第1話（2022年10月5日、日本テレビ） - 太一 役[29]
- 今野敏サスペンス 機捜235×強行犯係 樋口顕 第3話（2023年2月10日、テレビ東京） - 熊田伸介 役
- なれの果ての僕ら（2023年6月28日 - 9月13日、テレビ東京） - 中座貴司 役[30]
- 時をかけるな、恋人たち 第3話・第7話・最終話（2023年10月24日・11月22日・12月19日、関西テレビ・フジテレビ） - 諸星 役[31]
- インターホンが鳴るとき 第4話（2023年11月2日、テレビ大阪）
- 藤子・F・不二雄 SF短編ドラマ シーズン2「じじぬき」（2024年5月12日、NHK BS） - 友人 役[32]
- イップス 第9話（2024年6月7日、フジテレビ） - 佐久間康 役[33]
- 彩香ちゃんは弘子先輩に恋してる EP.3（2024年7月19日、MBS） - 山本さん 役
- あのクズを殴ってやりたいんだ（2024年10月8日 - 12月10日、TBS） - 常連客A 役[34]
- デスゲームで待ってる（2024年10月25日 - 12月27日、カンテレ） - 伊原慎太郎 役[35]
- 0.5D（2024年12月4日 - 25日、BS日テレ） - 宮澤隆也 役 [36]
- ホンノウスイッチ 第5話（2025年2月8日、テレビ朝日） - 河野久 役
- スピーク・ロウ2 第1話 「アイちゃんのゆくえ」（2025年3月25日、NHKEテレ）- 明彦 役

### WEBドラマ
- 黙食女子 2022春SP 第1話（2022年3月18日、ひかりTV）[37][注 2]
- 鬱デブ男to毒舌女（2024年10月29日、TikTok・YouTube・Instagram） - 主演・西田亘輝 役[38][注 3]

### 短編映画
- 点（YouTube、2024年3月31日20時公開） - 脚本（サーヤ主演）[39]

### ミュージックビデオ
- ラフ×ラフ「クライアント」[40]
- 礼賛「むちっ」

## 文筆活動
2022年3月18日、KADOKAWAの運営する小説投稿サイト「カクヨム」で初の小説『アクアリウム』を公開。星野源はニシダの小説を「読みました」と話し、「小説は素晴らしかったです。中高とか、思春期の時に読んでいたら、なんていうか、心酔してただろうなっていう感じがします」と感想を伝えた。その後、講談社『小説現代』やKADOKAWA『野性時代』で短編小説などの連載を開始。

### 単行本
- 『不器用で』（KADOKAWA、2023年7月24日）[42]。
- 『ただ君に幸あらんことを』（KADOKAWA、2025年1月31日）[43]。

### 単行本未収録作品
小説
- 「LOVE」 - 『文學界』2025年8月号（文藝春秋）